# (15105) 2000 BJ4
2000 بي جاي 4 (ويعرف أيضًا باسم (15105) 2000 بي جاي 4 وفق تسمية الكوكب الصغير) (بالإنجليزية: 2000 BJ4)‏ هو كويكب ضمن حزام الكويكبات؛ وترتيبه 15105 من حيث الاكتشاف.
اكتُشف هذا الجُرم الفلكي بواسطة بحث لنكولن عن الكويكبات القريبة من الأرض في 21 يناير 2000.

## وصلات خارجية
- (15105) 2000 BJ4 في قاعدة بيانات مختبر الدفع النفاث لأجرام النظام الشمسي الصغيرة

- الاكتشاف · مخطط المدار ·  العناصر المدارية · المعلمات المادية

- (15105) 2000 BJ4 على موقع ويكي سكاي: DSS2, SDSS, GALEX, IRAS, Hydrogen α, X-Ray, Astrophoto, Sky Map, Articles and images